# La spia dai due volti
La spia dai due volti (The Spy with My Face) è un film di spionaggio del 1965 diretto da John Newland e basato sulla serie televisiva Organizzazione U.N.C.L.E.

## Trama
Film di spionaggio che segue le vicende di un agente segreto che deve infiltrarsi in un laboratorio segreto situato tra le Alpi, dove si sta sviluppando una fonte di energia rivoluzionaria. Il suo obiettivo è proteggere la tecnologia e sventare i piani di chi vuole impossessarsene per scopi malvagi.  (fonte ricerca Google)
Un laboratorio segreto situato tra le Alpi custodisce una rivoluzionaria fonte di energia progettata per fronteggiare eventuali aggressioni aliene. Nessuno, in realtà, sa che la THRUSH, l'organizzazione criminale che aspira al controllo del mondo, ha già messo in moto un diabolico piano per impadronirsi del laboratorio, infiltrando tra gli uomini della U.N.C.L.E. un sosia dell'agente Napoleon Solo che hanno rapito. (fonte https://www.frigeriodischi.it/film-e-tv-dvd/214945-la-spia-dai-due-volti-dvd-1965-regiajohn-newland-8057092014646.html)